# Charaxes betanimena
Charaxes betanimena är en fjärilsart som beskrevs av Lucas 1872. Charaxes betanimena ingår i släktet Charaxes och familjen praktfjärilar. Inga underarter finns listade i Catalogue of Life.